# 德魯日內 (日托米爾州)
50°52′14″N 29°16′38″E / 50.87056°N 29.27722°E
德魯日內（烏克蘭語：Дружне）是烏克蘭的村落，位於該國北部日托米爾州，由科羅斯堅區負責管轄，始建於1938年，面積0.42平方公里，海拔高度165米，2001年人口30，人口密度每平方公里70.92人。